# Cliff Eidelman
Clifford Glen „Cliff“ Eidelman (* 5. Dezember 1964 in Los Angeles, Kalifornien) ist ein US-amerikanischer Filmkomponist und Dirigent. Er schrieb die Musik für Filme wie Star Trek VI: Das unentdeckte Land und Christopher Columbus – Der Entdecker.

## Karriere
Eidelman begann bereits im Alter von acht Jahren, Geige zu spielen und lernte während seiner Jugend Klavier und Gitarre im Jazz und im klassischen Bereich. Nach seinem Studium am Santa Monica College der University of Southern California schrieb er 1988 seine erste Filmmusik für den Film Magdalene. Seinen Durchbruch schaffte er im Alter von 26 Jahren 1991 mit seiner Komposition für den sechsten Star-Trek-Film. Diese Filmmusik wird für eine der besten Filmmusiken der Star-Trek-Filme  – wenn nicht sogar die beste – gehalten. Eidelman wohnt in Santa Monica, Kalifornien.

## Filmografie (Auswahl)
- 1988: Tödliche Lippen (To Die For)
- 1989: Triumph des Geistes (Triumph of the Spirit)
- 1989: Ein Affe zum Knutschen (Animal Behavior)
- 1989: Der Henker muss warten (Dead Man Out)
- 1989: Magdalene
- 1990: Judgment (Fernsehfilm)
- 1990: Nichts ist irrer als die Wahrheit (Crazy People)
- 1991: Star Trek VI: Das unentdeckte Land (Star Trek VI: The Undiscovered Country)
- 1991: Die Mütter-Mannschaft (Backfield in Motion, Fernsehfilm)
- 1991: Jack allein im Serienwahn (Delirious)
- 1991: Geschichten aus der Gruft (Tales from the Crypt, Fernsehserie, Episode „Der schüchterne Vampir“)
- 1992: Der Schein-Heilige (Leap of Faith)
- 1992: Christopher Columbus – Der Entdecker (Christopher Columbus: The Discovery)
- 1993: Meteor Man (The Meteor Man)
- 1993: Real Love (Untamed Heart)
- 1994: Der Zufalls-Dad (A Simple Twist Of Fate)
- 1994: My Girl 2 – Meine große Liebe (My Girl 2)
- 1995: Now and Then – Damals und heute (Now and Then)
- 1996: Haus der stummen Schreie (If These Walls Could Talk)
- 1997: Free Willy 3 – Die Rettung (Free Willy 3: The Rescue)
- 1997: Mein Liebling, der Tyrann (The Beautician and the Beast)
- 1998: Familiensache (One True Thing)
- 1998: Wiege der Angst (Montana)
- 1999: Zeugenschutzprogramm (Witness Protection)
- 2000: Harrison’s Flowers
- 2001: Ocean Men: Extreme Dive (Dokumentation)
- 2001: Ein amerikanischer Traum (An American Rhapsody)
- 2003: Popstar auf Umwegen (The Lizzie McGuire Movie)
- 2005: Eine für 4 (The Sisterhood of the Traveling Pants)
- 2005: Sexual Life
- 2006: Open Window
- 2009: Er steht einfach nicht auf Dich (He’s Just Not That Into You)
- 2012: Der Ruf der Wale (Big Miracle)